# Statskuppen på Cypern 1974
Statskuppen på Cypern 1974 var en militär statskupp av grekcypriotiska paramilitära organisation EOKA-B, med stöd av cypriotiska nationalgardet och den grekiska militärjuntan. Den 15 juli 1974 avsattes president Makarios III (som flydde till Storbritannien). Han ersattes, kortvarigt, av den grekiskvänlige diktatorn Nikos Sampson med syfte att genomföra enosis (förening med Grekland).
Som svar på kuppen och den förestående unionen med Grekland invaderade Turkiet ön den 20 juli 1974, under förevändning av en "fredsbevarande operation" som hävdade att åtgärden var förenlig med 1960 års fördragsgaranti. Turkiet tog därefter kontroll över den norra delen av ön, vilket delade Cypern längs vad som blev känt som Gröna linjen; denna delar av ungefär en tredjedel av den totala territoriet, med huvuddelen av den turkiskcypriotiska befolkningen.
Sampson avgick därefter. Militärregimen som utsett honom kollapsade, och Makarios återvände till makten. Turkcyprioterna etablerade en oberoende regering för vad de kallade Turkiska federerade staten Cypern (TFSC), med Rauf Denktaş som president. År 1983 skulle de förkunna Turkiska Republiken Norra Cypern på den norra delen av ön, som än (2025) förblivit en de facto stat med begränsat erkännande.